# Train of Consequences
Singles de Megadeth
Sweating Bullets
(1993) A Tout le Monde
(1995)
Pistes de Youthanasia
Reckoning Day (01) Addicted to Chaos  (03)
Train of Conséquences est le premier single de l'album Youthanasia sorti en 1994. Le single a été classé 29e au Mainstream Rock Tracks chart et 22e au Royaume-Uni le 7 janvier 1995 durant 3 semaines.
Le single comprend le titre inédit Crown of Worms en Face-B, titre publié sur la version remasterisée de Countdown to Extinction en 2004 et deux titres interprétés en live au Cow Palace à San Francisco le 4 décembre 1992.

## Composition du groupe
- Dave Mustaine - chants, guitare
- David Ellefson - basse, chœurs
- Marty Friedman - guitare
- Nick Menza - batterie

Musicien additionnel
- Jimmie Wood - harmonica

Production
- Mixé par Max Norman et Dave Mustaine.
- Masterisé par Bob Ludwig (1 & 2) / Larry Walsh (3 & 4).

## Liste des titres

### Maxi single
Toutes les paroles sont écrites par Dave Mustaine, excepté Crown of Worms (Mustaine, Sean Harris) et Anarchy in the U.K. (Sex Pistols).
| 1.    | Train of Consequences      | Dave Mustaine                                             | 3:28 |
| 2.    | Crown of Worms             | Dave Mustaine                                             | 3:21 |
| 3.    | Black Curtains             | Dave Mustaine, Marty Friedman                             | 3:40 |
| 4.    | Peace Sells (Live)         | Dave Mustaine                                             | 4:14 |
| 5.    | Ashes in Your Mouth (Live) | Dave Mustaine, Marty Friedman, David Ellefson, Nick Menza | 6:29 |
| 6.    | Anarchy in the U.K. (Live) | Glen Matlock, Johnny Rotten, Paul Cook, Steve Jones       | 4:09 |
| 25:21 |                            |                                                           |      |